# Joseph Süß Oppenheimer

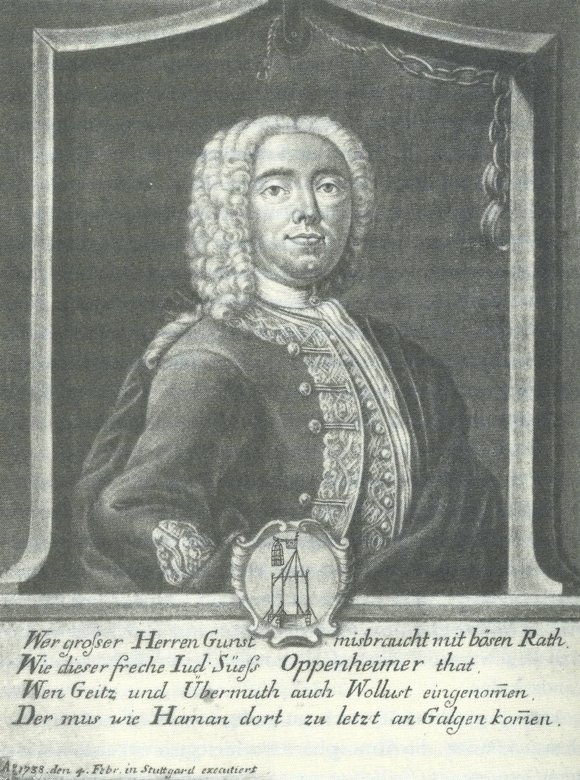
Joseph Süß Oppenheimer.

Joseph Süß Oppenheimer (Heidelberg, circa 1698 - 4 februari 1738) was een Duitse Joodse bankier en hoveling van hertog Karel Alexander van Württemberg.

## Levensloop
Süß Oppenheimer werd geboren in Heidelberg als zoon van een Joodse belastingontvanger. Zijn vader overleed vroeg en over zijn kinderjaren en jeugd is niet veel bekend. Hij was werkzaam in verschillende handelshuizen en werd financieel medewerker van keurvorst Karel III Filips van de Palts en Ernst Lodewijk van Hessen-Darmstadt, wier schulden hij hielp wegwerken. In 1732 ontmoette hij de toekomstige hertog Karel Alexander van Württemberg en toen die in 1733 de troon besteeg, werd Süß Oppenheimer diens belangrijkste financieel adviseur.
Als financieel adviseur van hertog Karel Alexander had Süß Oppenheimer het toezicht over de staatsfinanciën van Württemberg, zonder dat hij daarvoor de toestemming van de Landsstaten nodig had. Hij stichtte een bank en porseleinfabriek, zorgde voor een hertogelijk monopolie voor de handel in zout, tabak, leer en alcohol en saneerde met een rigide geld- en belastingbeleid de staatsfinanciën. Dit alles leverde hem veel vijanden op bij de adel en de Landsstaten, waarbij ook anti-Joodse sentimenten een rol speelden.
Na de plotse dood van Karel Alexander in 1737 werd Süß Oppenheimer beschuldigd van allerlei misdaden, waaronder fraude, verraad, verduistering en het accepteren van steekpenningen en gearresteerd. Onmiddellijk na de arrestatie van Oppenheimer werd zijn hele personeel gearresteerd, werd zijn appartement verzegeld en werden al zijn bezittingen in beslag genomen, en werden privé- en zakelijke documenten in beslag genomen. Zijn woninginrichting en al zijn kostbaarheden, zolang ze zich in Württemberg bevonden, werden op 18 augustus 1737, zes maanden voor zijn veroordeling, publiekelijk geveild of verkocht
Tijdens zijn proces probeerden verschillende Joden hem te helpen door gunstige verklaringen af te leggen, terwijl andere getuigen belastende zaken over hem vertelden. De meeste beschuldigingen konden weerlegd worden, maar desondanks werd hij ter dood veroordeeld, zonder dat in het arrest een specifieke misdaad werd vermeld. Hierdoor was er sprake van juridische moord. De rechters drongen erop aan dat Süß Oppenheimer zich tot het christendom zou bekeren, maar dat weigerde hij.
Op 4 februari 1738 werd hij naar het galgenveld van Stuttgart geleid. Süß Oppenheimer kreeg een laatste kans om zich tot het christendom te bekeren, hetgeen hij opnieuw weigerde. Hij werd gewurgd, waarna zijn lijk in een kooi werd gehangen die zich even buiten Stuttgart bevond. Na zes jaar gaf hertog Karel Eugenius van Württemberg toestemming om zijn lichaam op het galgenveld van Stuttgart te begraven. 
In 1940 werd door het Duitse naziregime de antisemitische propagandafilm Jud Süß uitgebracht, die gebaseerd was op het leven van Süß Oppenheimer.